# ゲゲゲの鬼太郎 妖怪特急! まぼろしの汽車
『ゲゲゲの鬼太郎 妖怪特急! まぼろしの汽車』（ゲゲゲのきたろう ようかいとっきゅう! まぼろしのきしゃ）は、東映アニメフェアの一編として1997年7月12日に公開された『ゲゲゲの鬼太郎』第4期テレビシリーズの映画第3弾で最終作。配給は東映。上映時間は23分。カラー、ワイド。
原作は1971年に『週刊少年サンデー』で連載された「まぼろしの汽車」をベースにしているが、原作で登場していた吸血鬼ピーと側近のモンローの話自体は、既に第4シリーズでもテレビアニメ本編の第9話で田舎の山村に残っていた機関車を使ってのアレンジ編が放送されており、本作では当時の東映と富士急ハイランドのタイアップも兼ねて、原作におけるまぼろしの汽車の要素のみ取り入れて、第3シリーズでも劇場版アレンジされた「妖怪大戦争」の後日談として描かれたオリジナルストーリーとなっている（ただし第4シリーズでは、「妖怪大戦争」のエピソードそのものは直接描かれておらず、本作でも過去の出来事としての具体的なエピソード言及などはされていない）。他に本作の特色としては、テレビ版で控えめだった、ねこ娘のパンチラ描写が随所に見られる。劇場版では珍しく、人間がストーリーに一切関わらない。『ゲゲゲの鬼太郎』の映画シリーズとしてはセル画で制作された最後の作品でもある。
ポスターには描かれたが本編ではぬりかべは未登場である。
2007年8月3日発売の「ゲゲゲの鬼太郎 THE MOVIE」および2009年8月7日発売の「ゲゲゲの鬼太郎 THE MOVIES 3」に収録。

## ストーリー
それはある暑い夏だった。地獄に落とされていた教育な西洋妖怪たちが、閻魔大王が封印していたまぼろしの汽車を奪って逃走し、人間界に現れた。閻魔大王は目玉のおやじの夢に現れ、まぼろしの汽車を奪還し西洋妖怪の野望を阻止せよ、と告げる。西洋妖怪は、どこにでも行くことができる汽車を悪用し暗黒世界へ行き世界中の妖怪を支配するパワーを手にいれることだった。
偶然ねずみ男が汽車を見つけたという知らせを受け、鬼太郎たちが立ち向かう。汽車にたどり着いた鬼太郎たちだが、待ち構えていた魔女、狼男、フランケンに苦戦を強いられ、鬼太郎が吸血鬼の罠で妖怪石炭に変えられてしまった。西洋妖怪たちは妖力の強い鬼太郎を誘き寄せて汽車を加速させようと企んでいた。
汽車の燃料にされてしまった鬼太郎を救うため、目玉のおやじは汽車はどこにでも行けるという閻魔大王の言葉を思いだし、最後の手段に出る。それは汽車の行き先を鬼太郎が石炭にされる前の過去に向かわせることだった。ねこ娘と目玉のおやじは西洋妖怪の隙をついて汽車の行き先を暗黒空間から過去に変え、そのおかげで鬼太郎は復活を果たす。
逆襲を開始した鬼太郎たちは激戦の末に西洋妖怪たちを打ち破り汽車を奪還することに成功。捕らえられた西洋妖怪たちは汽車と共に地獄へ送還されるのだった。

## 登場人物

### 鬼太郎とその仲間
鬼太郎
吸血鬼によって石炭に変えられてしまうが、ねこ娘達の尽力によって復活。復活した後は吸血鬼を倒した。
目玉のおやじ
汽車のどこでも行ける機能を使って、石炭に変えられた鬼太郎を元に戻す。
ねずみ男
鬼太郎に汽車を目撃したことを知らせた。魔女を屁で倒し、箒を持ち去ろうとしたが目玉おやじに咎められ断念した。
砂かけ婆
砂かけ攻撃で、狼男やフランケンをひるませた。
ねこ娘
魔女に切られた一反木綿を縫い合わせたり、石炭にされた鬼太郎を助けたりと活躍の見せ場が多い。
子泣き爺
得意の体を石にする能力で、狼男に噛みついたりフランケンを押しつぶした。
一反木綿
本作では、魔女に切られたりフランケンに引きちぎられるなど散々な目に合う。
閻魔大王
地獄の番人。目玉のおやじに西洋妖怪がまぼろしの汽車で地獄から脱走したことを知らせ、汽車を奪還し西洋妖怪の野望を阻止することを命じた。

### 西洋妖怪
吸血鬼
西洋妖怪のリーダーで好戦的かつ冷酷な性格。カッターにもなるシルクハットとサーベル、マントが武器。鬼太郎をマントで包み、妖怪石炭に変えた張本人。最後はねこ娘達の尽力で復活した鬼太郎と一騎打ちの末、最終的には黒焦げになり敗れた。
狼男
普段は人間態だが満月を見て狼の姿に変身する。鋭い牙で子泣き爺の杖を噛み砕いた。非常に残忍で獰猛な性格。復活した鬼太郎のリモコン下駄で顔中たんこぶだらけになり敗れた。
フランケン
人造人間。頭は悪く間抜けだが、一反木綿を簡単に引き千切る怪力の持ち主。牛乳が好物。頭のネジが緩むと力が出なくなる。砂かけ婆の砂攻撃に怯み、一反木綿に足を掬われ強打、石になった子泣き爺に押し潰され敗れた。
魔女
魔法使いの老婆。「アパラチャノモゲータ」という呪文で爪をハサミのように変えて使う。なぜかねずみ男に惚れ、口臭も香水の香りと思い込むが、熟成の屁で敗れた。

## スタッフ
- 製作：高岩淡（東映）、泊懋（東映動画）
- 企画：清水慎治、蛭田成一
- 原作：水木しげる
- 脚本：大橋志吉
- 音楽：和田薫
- 製作担当：本間修
- 撮影監督：菅谷信行
- 編集：片桐公一
- 録音：今関種吉
- 美術監督：徳重賢
- キャラクターデザイン、作画監督：荒木伸吾、姫野美智
- 監督：吉沢孝男
- 原画：木下和栄、姫野美智、茅野京子、的場茂夫、坂野隆雄、市川大作、八島善孝、永沢謙一
- 動画チェッカー：末廣直貴
- 動画：石井桂子、荒木伸子、鈴木拓郎、深本泰永、岸祐弥
- 色指定：板坂泰江
- 仕上検査：前田剛弘
- 特殊効果：太田直
- 音響効果：今野康之
- 録音助手：明石崇廉
- ネガ編集：後藤正浩
- 編集助手：森本真貴
- 記録：小川真美子
- 助監督：ひろしまひでき
- 仕上進行：山下紀彦
- 美術進行：高久博
- プロデューサー補：有原美千子
- 宣伝：大西弘行、星玲子、磯部武志
- 宣伝協力：フジテレビ、読売広告社
- 録音スタジオ：タバック、東映東京撮影所
- 現像：東映化学

## キャスト
- 鬼太郎：松岡洋子
- 目玉のおやじ：田の中勇
- ねずみ男：千葉繁
- 砂かけ婆：山本圭子
- ねこ娘：西村ちなみ
- 子泣き爺：塩屋浩三
- 一反木綿：龍田直樹
- 閻魔大王：柴田秀勝
- 吸血鬼：塩沢兼人
- 狼男：島田敏
- フランケン：増谷康紀
- 魔女：クロ

## 主題歌
オープニングテーマ 「ゲゲゲの鬼太郎」
作詞 - 水木しげる / 作曲 - いずみたく  / 編曲・歌 - 憂歌団
エンディングテーマ 「イヤンなっちゃう節」
作詞 - 森雪之丞 / 作曲 - 岡本朗 / 編曲 - 憂歌団、HAKABAS / 歌 - 憂歌団（wea japan）

## 同時上映
- 地獄先生ぬ〜べ〜 恐怖の夏休み!! 妖しの海の伝説
- キューティーハニーF
- たまごっちホントのはなし

## ネット配信
- 2018年4月1日にテレビアニメ第6期がスタートするのを記念して、同年3月30日より同年5月14日まで本作がYouTubeの「東映アニメーション創立60周年公式YouTubeチャンネル」より配信された、これで第3作『ゲゲゲの鬼太郎』から本作まで計7作が同チャンネルで配信された。

| 通番   | 題名                     | 公開日         | 監督       | 脚本     | TVアニメシリーズ | 原作             |
| ------ | ------------------------ | -------------- | ---------- | -------- | ---------------- | ---------------- |
| 第1作  | ゲゲゲの鬼太郎           | 1968年7月21日  |            |          | 第1シリーズ      |                  |
| 第2作  | ゲゲゲの鬼太郎 地相眼    | 1980年7月12日  |            |          | 第2シリーズ      |                  |
| 第3作  | ゲゲゲの鬼太郎           | 1985年12月21日 | 白土武     | 星山博之 | 第3シリーズ      | 妖怪軍団         |
| 第4作  | 妖怪大戦争               | 1986年3月15日  | 葛西治     | 星山博之 | 第3シリーズ      | 妖怪大戦争       |
| 第5作  | 最強妖怪軍団!日本上陸!!  | 1986年7月12日  | 芹川有吾   | 星山博之 | 第3シリーズ      | 妖怪反物         |
| 第6作  | 激突!!異次元妖怪の大反乱 | 1986年12月20日 | 芝田浩樹   | 武上純希 | 第3シリーズ      | 朧車             |
| 第7作  | 大海獣                   | 1996年7月6日   | 勝間田具治 | 星山博之 | 第4シリーズ      | 大海獣、妖怪軍団 |
| 第8作  | おばけナイター           | 1997年3月8日   | 佐藤順一   | 島田満   | 第4シリーズ      | おばけナイター   |
| 第9作  | 妖怪特急! まぼろしの汽車 | 1997年7月12日  | 吉沢孝男   | 大橋志吉 | 第4シリーズ      | オリジナル       |
| 第10作 | 日本爆裂!!               | 2008年12月20日 | 古賀豪     | 三条陸   | 第5シリーズ      | オリジナル       |
| 第11作 | 鬼太郎誕生 ゲゲゲの謎    | 2023年11月17日 | 古賀豪     | 吉野弘幸 | 第6シリーズ      | オリジナル       |

| 通番  | 題名           | 公開日        | 監督     | 脚本              |
| ----- | -------------- | ------------- | -------- | ----------------- |
| 第1作 | ゲゲゲの鬼太郎 | 2007年4月28日 | 本木克英 | 羽原大介 本木克英 |
| 第2作 | 千年呪い歌     | 2008年7月12日 | 本木克英 | 沢村光彦          |